# وهان (وشحة)

تعديل مصدري - تعديل

وهان هي إحدى قرى عزلة ضاعن بمديرية وشحة التابعة لمحافظة حجة، بلغ تعداد سكانها 244 نسمة حسب تعداد اليمن لعام 2004.